# Scorpaenodes immaculatus
Scorpaenodes immaculatus is een straalvinnige vissensoort uit de familie van schorpioenvissen (Scorpaenidae). De wetenschappelijke naam van de soort is voor het eerst geldig gepubliceerd in 1990 door Poss & Collette.